# فلکستون (جورجیا)
فلکستون، جورجیا (به انگلیسی: Folkston, Georgia) یک شهر در ایالات متحده آمریکا با جمعیت ۲٬۱۷۸ نفر است که در جورجیا واقع شده‌است.

## موقعیت جغرافیایی
موقعیت جغرافیایی شهرها و مناطق اطراف به شرح زیر است: